# Koppe armata
Koppe armata là một loài nhện trong họ Corinnidae.
Loài này thuộc chi Koppe. Koppe armata được Eugène Simon miêu tả năm 1896.